# Let Me Up (I've Had Enough)
Let Me Up (I've Had Enough) är ett album släppt av Tom Petty & the Heartbreakers 1987.

## Låtlista
Låtarna skrivna av Tom Petty, där inget annat namn anges.
1. "Jammin' Me" (Tom Petty, Bob Dylan, Mike Campbell) – 4:08
2. "Runaway Trains" (Tom Petty, Campbell) – 5:12
3. "The Damage You've Done" – 3:52
4. "It'll All Work Out" – 3:12
5. "My Life/Your World" (Tom Petty, Mike Campbell) – 4:38
6. "Think About Me" – 3:42
7. "All Mixed Up" (Tom Petty, Mike Campbell) – 3:42
8. "A Self-Made Man" – 3:04
9. "Ain't Love Strange" – 2:40
10. "How Many More Days"– 3:16
11. "Let Me Up" (I've Had Enough) (Tom Petty, Mike Campbell) – 3:30